# ایندوروپیلی، کوئینزلند
ایندوروپیلی (به انگلیسی: Indooroopilly) یک حومه شهر در استرالیا است که در بریزبن واقع شده‌است.